# Henry Durant

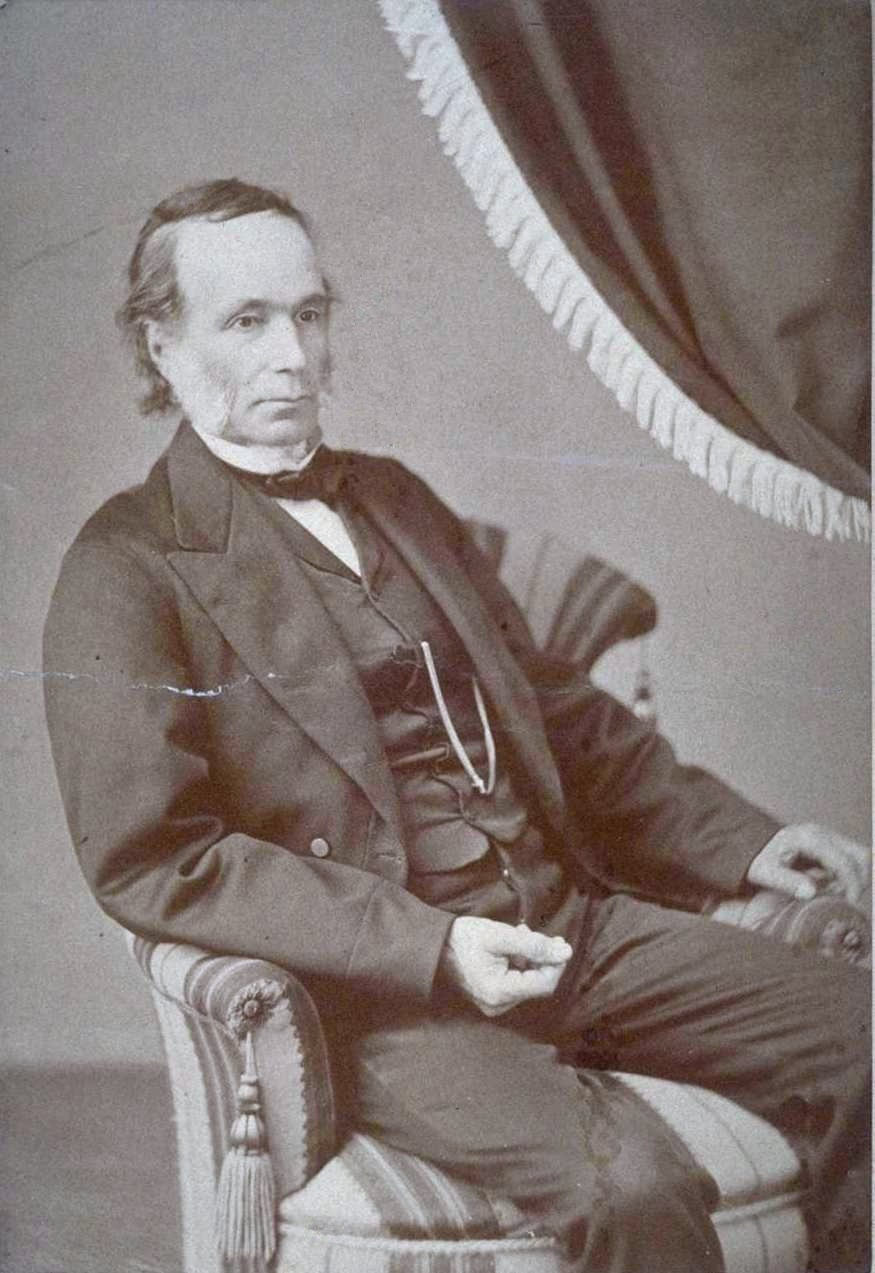
Henry Durant

Henry Durant (* 18. Juni 1802 in Acton, Massachusetts; † 22. Januar 1875 in Oakland, Kalifornien) war ein US-amerikanischer Theologe und Hochschullehrer.

## Leben
Nach dem Besuch der Phillips Academy in Andover und des Theologischen Seminars dort machte er 1827 seinen Abschluss an der Yale University in New Haven, Connecticut. Bereits während des Studiums sammelte er Lehrerfahrung als Tutor. Nach dem Studium war er 16 Jahre lang Pastor der Congregational Church in Byfield, heute ein Ortsteil von Newbury im Essex County.
Nach dem Ausscheiden aus dem Kirchendienst wurde er dort von 1849 bis 1852 Leiter der Dummer Academy, die heute als The Governor’s Academy bekannt ist. Durant war mit Mary E. Buffett aus Stanwich, Connecticut verheiratet, mit der er eine Tochter hatte. Nach ihrem Tod folgte der Umzug nach Kalifornien, das 1850 nach dem Krieg gegen Mexiko von den USA annektiert worden war.
Durant erreichte San Francisco am 1. Mai 1853 und gründete am 6. Juni 1853 die Contra Costa Academy in Oakland als private Knaben-Schule. Aus dieser wurde im April 1855 das College of California. Er beteiligte sich in den folgenden Jahren an der Entstehung der University of California, deren erster Präsident er von 1870 bis 1872 war. Danach war er bis zu seinem Tod Bürgermeister von Oakland.